# Aeroportul Hooper Bay
Aeroportul Hooper Bay (IATA: HPB, ICAO: PAHP, FAA LID: HPB) este un aeroport din Hooper Bay⁠(d), Kusilvak Census Area⁠(d), Unorganized Borough, Alaska, Alaska, Statele Unite ale Americii. Aeroportul a fost tranzitat în 2019 de 11.240 de pasageri.
Situat la o altitudine de 4 m, aeroportul dispune de 1 pistă. Este operat de Alaska Department of Transportation & Public Facilities⁠(d).

## Infrastructură

### Piste
Aeroportul dispune de o singură pistă. Pista 13/31 are dimensiunile 3.300 picioare × 75 picioare. 